# 성화의 추적자
《성화의 추적자》(Back In The U.S.S.R.)는 미국에서 제작된 데란 사라피안 감독의 1992년 범죄, 드라마, 스릴러 영화이다. 프랭크 월리 등이 주연으로 출연하였다.

## 출연

### 주연
- 프랭크 월리
- 나탈리아 네고다
- 로만 폴란스키

### 조연
- 앤드류 디보프
- 데이 영
- 라빌 이시아노브
- 해리 딧슨
- 브라이언 블레시드

## 기타
- 공동제작: 짐 스틸
- 의상: 신시아 버그스트롬
- Ass-PD: 아타노리 프레디스
- 배역: 제레미 지머먼